# Vụ hỏa hoạn chung cư mini ở Khương Hạ 2023
Vụ hỏa hoạn chung cư mini ở Khương Hạ xảy ra ở tòa chung cư mini số 37, ngách 29/70 phố Khương Hạ, quận Thanh Xuân, thành phố Hà Nội, Việt Nam vào tối ngày 12 tháng 9 năm 2023. Vụ hỏa hoạn đã làm 56 người thiệt mạng và 37 người bị thương. Đây là vụ cháy có số người thương vong lớn nhất tại Việt Nam kể từ vụ hỏa hoạn Trung tâm Thương mại Quốc tế ở Thành phố Hồ Chí Minh vào năm 2002.

## Diễn biến

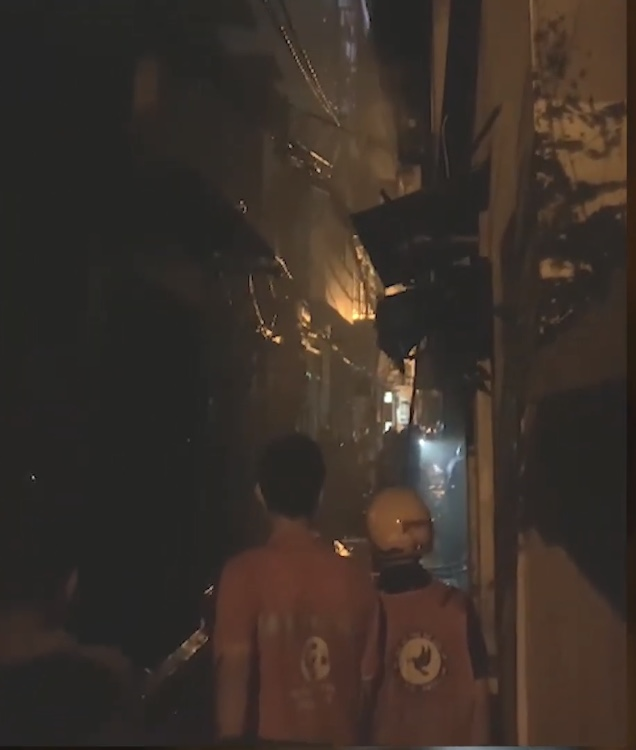
Con ngõ dẫn vào tòa nhà chung cư vào thời điểm hỏa hoạn

Vụ cháy bắt đầu vào khoảng 23:00 ngày 12 tháng 9, đường dây dẫn vào ắc quy của một xe máy tay ga (sử dụng xăng) bị chập mạch, từ chiếc xe ga được đặt giáp tường phía Nam tầng 1, lửa lan vào khu vực cáp điện và các hộp công tơ điện lắp trên tường tầng một, cùng với nhiều xe máy, xe điện trong tầng giữ xe của chung cư. Lửa bắt đầu bùng lên và lan sang nhiều phương tiện khác từ tầng một của tòa nhà, tràn ra ngoài ô thoáng. Ngôi nhà cháy rộng gần 200 m², được xây kiểu ống với một mặt tiền là lối thoát hiểm, ba mặt khác giáp với nhà dân, được chia làm 45 phòng trọ và đa số các phòng đều có người ở. Mười phút sau vụ hỏa hoạn, khoảng 15 xe cứu hỏa cùng 100 cảnh sát phòng cháy chữa cháy đã tới hiện trường. Do nhà nằm sâu trong ngõ nên xe cứu hỏa phải đỗ ngoài phố Khương Hạ, dẫn vòi rồng vào trong.
Vụ cháy được kiểm soát lúc 1:00 ngày 13 tháng 9 nhưng bên trong vẫn còn rất nhiều khói, gần 50 lượt xe cứu hỏa liên tục tiếp nước, phun vòi rồng vào nhiều phía của ngôi nhà. Một tốp cảnh sát khác dùng thang dây, tiếp cận qua các ô thoáng để vào các phòng soi đèn tìm kiếm nạn nhân. Các nạn nhân sau đó đã được đưa đến nhiều bệnh viện lớn của Hà Nội, bao gồm có Bệnh viện Bạch Mai, Bệnh viện Đống Đa, Bệnh viện Đa khoa Hà Đông, Bệnh viện Y Hà Nội và Bệnh viện Bưu điện. Các nạn nhân thiệt mạng phần lớn đều bị ngạt thở hoặc bị thương do nhảy khỏi tòa nhà từ các tầng cao.

## Nạn nhân
Có ít nhất 150 người trong tòa nhà vào thời điểm xảy ra hỏa hoạn. Tổng cộng có 56 người thiệt mạng, trong đó có 19 người tử vong ngoại viện hoặc khi đang được điều trị tại bệnh viện và 37 người bị thương, hơn 100 người mắc kẹt đã được cứu. Trong số những người thiệt mạng trong vụ cháy có 10 trẻ em. Có một trẻ được thả từ tầng cao xuống để được thoát khỏi ngọn lửa. Nhiều người bị thương sau khi nhảy lên các mái nhà lân cận hoặc nhảy từ cửa sổ xuống để thoát khỏi đám cháy.

### Cứu hộ
– Chị Hoa, một người phụ nữ sống lân cận

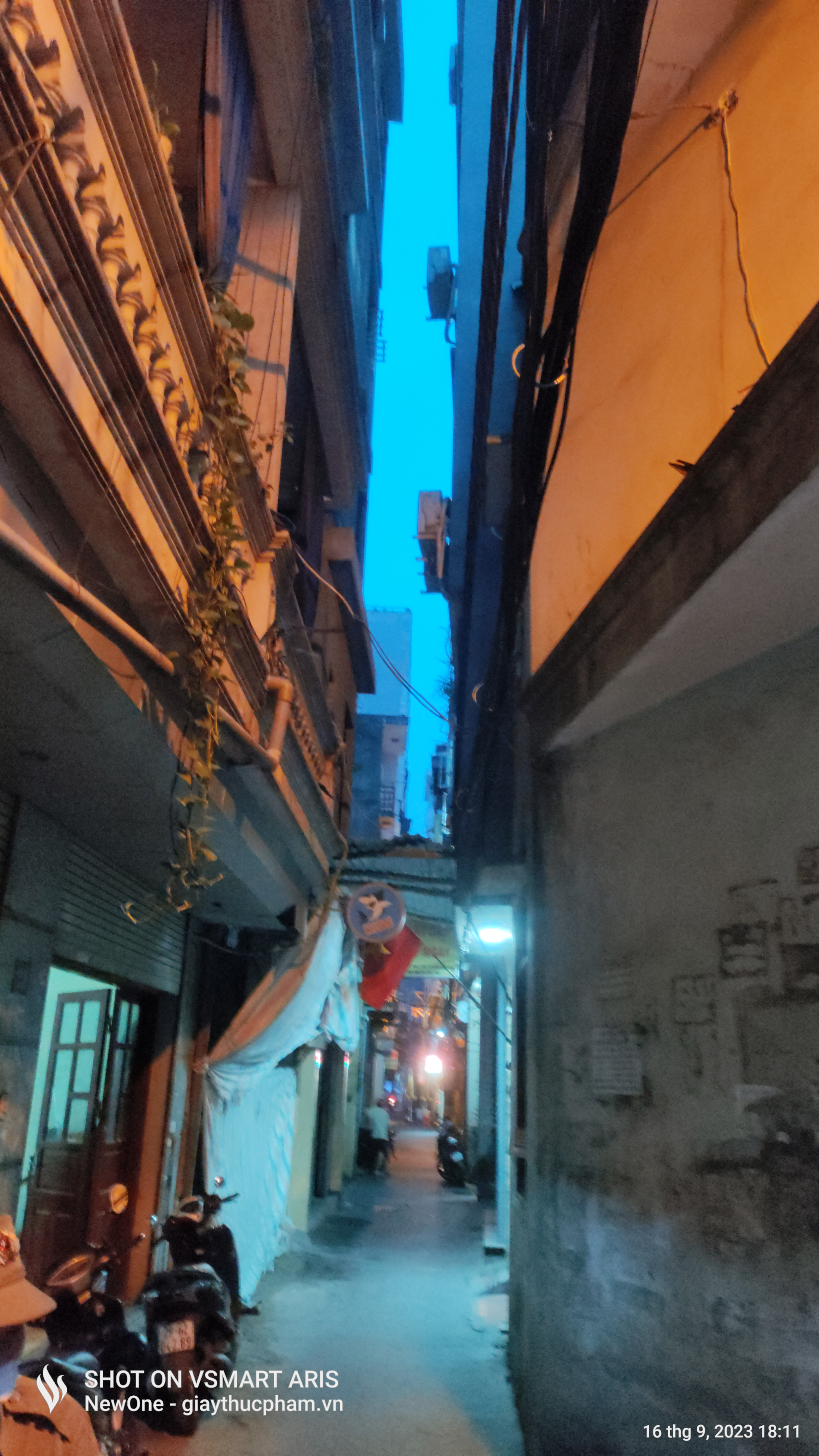
Con đường dẫn đến hiện trường vụ cháy, ngày 16 tháng 9 năm 2023. Khu vực xung quanh tòa nhà đã bị chính quyền Khương Đình phong tỏa sau vụ cháy.

Vào 00:15 sáng ngày 13 tháng 9 năm 2023, sau khi phá khóa cửa, cảnh sát tiếp cận một số phòng tầng thấp, đưa 2 em bé và 3 người lớn trong tình trạng ngất xỉu ra ngoài. Tất cả được chuyển đến Bệnh viện Bạch Mai cách đó khoảng 5 km. Đến 1:50, nạn nhân thứ sáu là một cháu bé được đưa ra ngoài. Công tác cứu hộ dự kiến còn kéo dài do chung cư mini quá nhiều phòng, mỗi phòng nhỏ lại có nhiều người, chứa nhiều đồ đạc. Đến 5:00, theo thống kê sơ bộ, đã thực hiện cứu hộ thành công trên 70 người dân, đưa đi cấp cứu 54 người, trong đó có hơn 30 người đã tử vong. Đến 9:00, chính quyền quận Thanh Xuân thông báo cứu được 70 người, đưa 54 người đi cấp cứu.
Đến 12:00, 5 bệnh viện lớn gồm Bệnh viện Bạch Mai, Bệnh viện Đống Đa, Bệnh viện Đa khoa Hà Đông, Bệnh viện Đại học Y Hà Nội, Bệnh viện Bưu điện đã công bố tiếp nhận 49 người, trong đó 10 ca tử vong ngoại viện, 4 ca nhẹ đã được cho xuất viện ngay, 35 bệnh nhân đang điều trị. Ngoài ra, nhiều nạn nhân thiệt mạng khác đã được Trung tâm 115 Hà Nội chuyển thẳng từ hiện trường đến nhà xác Bệnh viện Quân y 103.
Sáng ngày 13 tháng 9, giám đốc Bệnh viện Bạch Mai Đào Xuân Cơ cho biết bệnh viện đang điều trị 24 bệnh nhân, gồm 7 bệnh nhi, còn lại là người lớn đã được đưa vào ba khoa là Cấp cứu A9, Trung tâm Nhi và khoa Chống độc. Hơn 10 ca điều trị hồi sức tích cực, trong đó ba ca nguy kịch. Có hai nhóm tổn thương là ngạt khí và chấn thương do nạn nhân nhảy từ trên cao xuống thoát nạn. Bệnh viện Đa khoa Đống Đa tiếp nhận 5 nạn nhân, trong đó một ca tử vong trước khi đến viện. 4 bệnh nhân còn lại có ba ca được chuyển sang Bệnh viện Đa khoa Xanh Pôn, gồm một người bị xẹp đốt sống do ngã cao và hai mẹ con bị ngạt khói. Như vậy, bệnh viện chỉ còn cấp cứu một nạn nhân. Ngoài ra, bệnh viện đã tiếp nhận ba thi thể, đưa vào nhà đại thể. Tổng cộng, 4 trường hợp tử vong đang ở nhà đại thể bệnh viện Đống Đa, trong đó có hai trẻ em.
Tám nạn nhân cũng được đưa vào Bệnh viện Đa khoa Hà Đông, trong đó có 4 người tử vong ngoại viện, gồm có hai phụ nữ và hai trẻ khoảng 4–6 tuổi. Ngoài ra, 4 trường hợp đang điều trị gồm hai bố con và hai anh em, bị thương nhẹ nhưng tinh thần hoảng loạn. Hai bố con điều trị tại Cấp cứu ngoại, khó thở nhẹ, bị thương ở tay, bác sĩ đang xử lý khâu. Hai trường hợp còn lại khó thở do hít khí trong vụ cháy, bị loạn mạch, được hỗ trợ thở oxy, điều trị ở khoa Tim mạch. Bệnh viện Đại học Y Hà Nội đã tiếp nhận 7 nạn nhân, trong đó một tử vong, một bị đa chấn thương đã được phẫu thuật ngay, một đang theo dõi, 4 người bị thương nhẹ đã được ra viện. Như vậy, hiện bệnh viện chỉ còn điều trị hai bệnh nhân. Hai nạn nhân đã được đưa vào Bệnh viện Bưu Điện, trong đó một trẻ được xác định tử vong ngoại viện, ca còn lại là người lớn và sức khỏe đã khả quan hơn.

### Cứu trợ
Chiều ngày 13 tháng 9, Ủy ban nhân dân thành phố Hà Nội thông báo hỗ trợ 37 triệu đồng mỗi nạn nhân tử vong, 12,4 triệu đồng với người bị thương trong vụ cháy, trẻ em tử vong được hỗ trợ thêm 5 triệu đồng từ Quỹ Bảo trợ trẻ em thành phố, trẻ em bị thương phải điều trị tại bệnh viện được hỗ trợ thêm 10 triệu đồng. Thành phố cũng trợ giúp sinh viên, công nhân, người lao động thuê hoặc ở ghép tại căn hộ mỗi người 1,5 triệu đồng/tháng, trong 6 tháng. Người bị thương trong vụ hỏa hoạn phải điều trị tại bệnh viện được hỗ trợ toàn bộ chi phí. Gia đình có trẻ đi học được hỗ trợ 5 triệu đồng mua sách vở, đồ dùng học tập.
Đến 17:00 ngày 18 tháng 9, các cơ quan, tổ chức, cá nhân, doanh nghiệp, địa phương đã ủng hộ hơn 68 tỷ đồng cho nạn nhân vụ hỏa hoạn. Ủy ban Mặt trận Tổ quốc các cấp của Hà Nội dừng tiếp nhận hỗ trợ vào ngày 16 tháng 10 với số tiền hơn 130 tỉ đồng.

### Tưởng niệm
Sáng ngày 14 tháng 9 tại một hội nghị của chính phủ, Thủ tướng Phạm Minh Chính và lãnh đạo chính phủ cùng các đại biểu đã đứng nghiêm, cúi đầu, dành phút mặc niệm, tưởng nhớ các nạn nhân vụ chung cư mini tại Hà Nội và lũ quét tại Lào Cai. Tối ngày 14 tháng 9, Chủ tịch Ủy ban nhân dân thành phố Hà Nội Trần Sỹ Thanh yêu cầu thành phố dừng hoạt động văn hóa, thể thao, vui chơi giải trí và tổ chức mặc niệm nạn nhân tử vong trong vụ cháy. Thời gian tạm dừng các hoạt động này từ ngày 14 tháng 9 đến hết ngày 17 tháng 9. Lãnh đạo quận Hoàn Kiếm cho biết sẽ dừng mọi hoạt động vui chơi, văn nghệ tại không gian đi bộ Hồ Gươm cuối tuần này. Quận Ba Đình thông báo lùi giải chạy theo kế hoạch vào sáng 15 tháng 9 sang ngày khác. Nhiều quận huyện yêu cầu dừng hoạt động thể dục thể thao tại các cơ sở giáo dục. Các công sở, trường học ở Hà Nội  dành một phút mặc niệm nạn nhân tử vong vào sáng ngày 18 tháng 9.

## Điều tra
Theo giấy phép xây dựng của quận Thanh Xuân cấp tháng 3 năm 2015, tòa nhà chỉ được phép xây nhà ở riêng lẻ 6 tầng, nhưng chủ đầu tư đã xây 10 tầng, chia thành 45 căn hộ để bán.
Ông Nghiêm Quang Minh, 44 tuổi, thường trú tại Yên Hòa, Cầu Giấy, Hà Nội, là chủ của chung cư nơi xảy ra vụ cháy. Chiều ngày 13 tháng 9 năm 2023, Cơ quan Cảnh sát Điều tra Công an thành phố Hà Nội đã khởi tố bị can và ra lệnh bắt bị can để tạm giam 4 tháng với ông Minh về tội Vi phạm quy định về Phòng cháy chữa cháy theo Điều 313 Bộ Luật Hình sự (các quyết định và Lệnh bắt bị can đã được Viện Kiểm sát Nhân dân Thành phố phê chuẩn). Cảnh sát mở một cuộc điều tra để tìm hiểu nguyên nhân vụ cháy. Các nhân chứng cho biết đám cháy bắt đầu từ khu để xe của tòa nhà chung cư, nơi chứa đầy xe máy vào thời điểm đám cháy bắt đầu.
Ngày 15 tháng 9, Ban Thường vụ Thành ủy Hà Nội đã có văn bản yêu cầu kiểm tra, xem xét, xử lý theo quy định khi có dấu hiệu vi phạm với các tổ chức Đảng, đảng viên bao gồm Ban Thường vụ Quận ủy Thanh Xuân; Đảng ủy Công an quận Thanh Xuân và Đảng ủy phường Khương Đình, quận Thanh Xuân, thành phố Hà Nội trong hai nhiệm kỳ lần lượt 2015–2020 và 2020–2025 do có liên quan đến những sai phạm nghiêm trọng về xây dựng và luật phòng cháy, chữa cháy.
Ngày 20 tháng 9, Cơ quan Cảnh sát điều tra Công an Hà Nội thông báo nguyên nhân gây cháy do "chập mạch điện đường dây dẫn điện tại khu vực của bình ắc quy" nằm ở phần đầu của chiếc xe máy tay ga.

## Phản ứng

### Trong nước

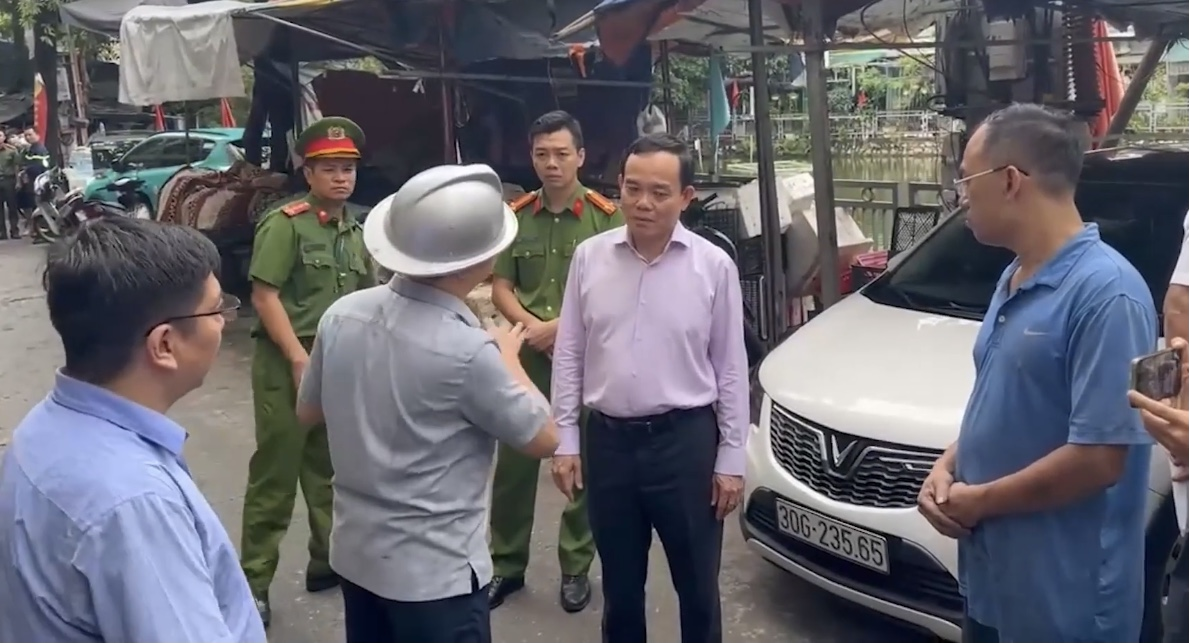
Phó thủ tướng Trần Lưu Quang chỉ đạo tại hiện trường

12 giờ 30 phút ngày 13 tháng 9, Thủ tướng Phạm Minh Chính cùng Phó chủ tịch Quốc hội Trần Quang Phương và Thứ trưởng Bộ Công an Nguyễn Văn Long đến hiện trường vụ cháy. Thủ tướng vào trong chung cư mini, đi cầu thang bộ lên tầng ba kiểm tra, sau đó nghe báo cáo của cơ quan chức năng. Ông đã gửi lời chia buồn tới gia đình các nạn nhân và tuyên bố rằng chính phủ sẽ trang trải mọi chi phí điều trị cho những người liên quan. Ông cũng kêu gọi các biện pháp an toàn phòng cháy chữa cháy nghiêm ngặt hơn tại các chung cư mini và khu dân cư đông dân. Sáng cùng ngày, Phó thủ tướng Trần Lưu Quang, lãnh đạo và công an thành phố Hà Nội, quận Thanh Xuân đã tới, chỉ đạo các phương án cứu hộ cứu nạn. Chiều ngày 14 tháng 9, Tổng Bí thư Nguyễn Phú Trọng gửi thư thăm hỏi gửi đảng bộ, chính quyền và nhân dân thành phố sau vụ hỏa hoạn.

### Quốc tế
Thủ tướng Lào Sonexay Siphandone gửi điện chia buồn đến Thủ tướng Phạm Minh Chính, bày tỏ đau buồn khi nhận được tin về vụ hỏa hoạn, gửi lời thăm hỏi và lời chia buồn sâu sắc tới Thủ tướng, gia đình các nạn nhân cũng như nhân dân Việt Nam, theo thông cáo của Bộ Ngoại giao. Tổng thống Venezuela Nicolas Maduro và Tổng thống Kazakhstan Kassym-Jomart Tokayev gửi điện, thư chia buồn đến Chủ tịch nước Võ Văn Thưởng. Phó thủ tướng, Ngoại trưởng Lào Saleumxay Kommasith gửi điện chia buồn tới Bộ trưởng Ngoại giao Bùi Thanh Sơn. Thủ tướng Campuchia Hun Manet gửi tới Thủ tướng Phạm Minh Chính, các nạn nhân và gia đình lời chia buồn sâu sắc; đồng thời bày tỏ tin tưởng dưới sự lãnh đạo của Chính phủ Việt Nam, nhân dân Việt Nam sẽ sớm vượt qua những thời khắc đau thương này. Cùng ngày, Bộ trưởng Ngoại giao Cộng hòa Ấn Độ Subrahmanyam Jaishankar đã gửi thư thăm hỏi đến Bộ trưởng Ngoại giao Bùi Thanh Sơn.
Trước đó, Bộ trưởng Ngoại giao Singapore Vivian Balakrishnan đã gửi lời chia buồn sâu sắc tới Bộ trưởng Ngoại giao Bùi Thanh Sơn. Thay mặt Chính phủ Mỹ và Đại sứ quán tại Hà Nội, Đại sứ Hoa Kỳ tại Việt Nam Marc Knapper đã gửi lời chia buồn tới gia đình nạn nhân vụ cháy chung cư nghiêm trọng tại phố Khương Hạ.